# Роман Якобсон
Вижте пояснителната страница за други личности с името Якобсон.
Роман Осипович Якобсон е руски лингвист и литературен теоретик, свързан с формалистката школа. Има също чехословашко и американско гражданство.
Утвърждава се сред най-влиятелните лингвисти на ХХ век и първите учени, развили структурния анализ на езика, поезията и изкуството. Нареждан е сред бащите на семиотиката.

## Биография
Якобсон е роден в заможно семейство от еврейски произход в Русия и проявява интерес към езика на много ранна възраст. Като студент в Императорския московски университет е водеща фигура в Московския лингвистичен кръг, играе важна роля в московското авангардно изкуство и поезия. Запознава се с работата на Фердинанд дьо Сосюр, насочвайки вниманието си към начина, по който структурата на езика обслужва собствената му функция – да отдава информация между говорещите.
Заминава (1920) за Прага като член на съветска търговска мисия, за да завърши обучението си. Работи като преводач в посолството на СССР до 1929 г. Задълбочава се едновременно в академичния и културен живот на Чехословакия и установява близки отношения с много чешки поети и литературни дейци. Впечатлява чешките академици с изучаване на чешки стихове.
През 1926 г., заедно с Вилем Матезиус и др., е съосновател на Пражкия лингвистичен кръжок (сред неговите членове са Николай Трубецкой, Рене Уелек, Ян Мукаржовски). Там многото му разработки върху фонетиката подпомагат развитието на работата му, свързана със структурата и функцията на езика. Всеобщата структурно-функционална теория на фонетиката на Якобсон, базирана на йерархията на отличителните фигури, е първото успешно решение на нивото на лингвистичен анализ съгласно хипотезите на Сосюр. Този начин на анализи е прилаган от неговото протеже Мишел Силвърстейн в редица основни статии за типологията на лингвистичната функция.
След като напуска (1929) посолството на СССР, защитава дисертация в Немския университет в Прага през 1930 г. От 1931 г. преподава руска филология и стара чешка литература в Масариковия университет в Бърно, където става доцент (1937). Получава чехословашко гражданство през 1937 г. Напуска Бърно при нахлуването на германците в Чехословакия (15 март 1939) и се крие с жена си около месец в Прага, докато получат изходни визи.
Пристига (23 април) в Дания и чете лекции в Копенгагенския университет, свързва се с Копенхагенския езиков кръг и мислители като Луи Йелмслев. От 3 септември е в Осло, където работи в Института по сравнителна културология и е избран за действителен член на Норвежката академия на науките. Чувайки съобщението (9 април 1940) за германското нахлуване в Норвегия, без дори да се върне в къщи за документи, бяга с жена си към границата и влизат в Швеция (23 април) като бежанци. Там преподава в Университета на Упсала.
През май 1940 г. отплава с кораба Remmaren за САЩ и пристига в пристанище Ню Йорк на 4 юни с.г. Поддържа близки отношения с чехословашката имигрантска общност. Получава американско гражданство през 1952 г.
В Свободния университет за висши науки се свързва с Клод Леви-Строс, който също изиграва важна роля за структурализма. Преподава в различни висши училища в САЩ. През 1949 г. се премества в Харвардския университет, където остава до пенсионирането си. През последното си десетилетие използва кабинет в Масачузетския технологичен институт, където е почетен (емеритус) професор.
През 1959 г. основава научното списание International Journal of Slavic Linguistics and Poetics.
В началото на 60-те години Якобсон започва да набляга повече на всестранните полета на езика и да пише за комуникативните науки като цяло.
През 1962 г. е предложен за Нобелова награда за литература от професора по лингвистика в Университета на Мюнстер Петер Хартман.
През 1982 г. умира в къщата си в Кеймбридж (Масачузетс). Погребан е в гробището Маунт Обърн. На надгробния му камък пише на руски език: Роман Якобсон, руский филолог.

## Почетни звания и степени
- Действителен член на Кралската датска академия на науките (1949), на Американската академия на изкуствата и науките (1950), на Сръбската академия на науките и изкуствата (1955) и на Полската академия на науките (1959)
- Член-кореспондент на Фино-угърското общество в Хелзинки (1949) и на Британската академия (1974)
- Почетен член на Обществото за изследване на митологията „Теоноя“ в Брюксел (1950), на Международната фонетическа асоциация (1951), на Ирландската кралска академия (на английски: Royal Irish Academy) (1961), на Американската асоциация по арменистика (1964), на Академията по афазия (1968), на Италианската асоциация за семиотични изследвания (1972), на Кралския антропологически институт на Великобритания и Ирландия (1974), на Обществото „Марк Твен“ (1977), на Асоциацията за съвременни езици (на английски: Modern Language Association) (1978) и на Нюйоркската академия на науките (1978)
- Чуждестранен член на Кралската нидерландска академия на науките и литературата (1960) и на Финското научно общество (1977)
- Член на Филологическото общество в Лондон (1950), на Акустическото общество на Америка (на английски: Acoustical Society of America) (1951), на Международния комитет на славистите (1955), на Научния комитет на Световната психиатрична асоциации (на английски: World Psychiatric Association) (1964)
- Почетен доктор на Кеймбриджкия университет (1961), на Мичиганския университет (1963), на Университета на Ню Мексико (1966), на Университета на Гренобъл (1966), на Университета на Ница (1966), на Римския университет „Сапиенца“ (1967), на Йейлския университет (1967), на Карловия университет в Прага (1968), на университета „Ян Евангелиста Пуркин“ в Бърно (1968), на Загребския университет (1969), на Университета на щата Охайо (1970), на Телавивския университет (1974), на Харвардския университет (1975), на Колумбийския университет (1976), на Копенхагенския университет (1979), на Рурския университет (1980), на Джорджтаунския университет (1980), на университета „Брендайс“ (1981) и на Оксфордския университет (1981)
- Президент на Лингвистичното общество на Америка (1956)
- Вицепрезидент на Международната асоциация за съвременни славянски езици и литератури в Париж (1952), на Международния комитет на славистите (1958) и на Международната асоциация за семиотични изследвания (1974)
- Носител на орден „Томаш Гарик Масарик“ 2 степен (1991; посмъртно)